# خورخي غالاردو
خورخي غالاردو (بالإسبانية: Jorge Gallardo)‏ هو كاتب ورسام وشاعر كوستاريكي، ولد في 12 ديسمبر 1924 في سان خوسيه في كوستاريكا، وتوفي في 4 أبريل 2002.